# Muklasa
Muklasa.-/Značenje imena u jezicima alabama i choctaw je "friends," ili "people of one nation."/ Maleno sjedilačko pleme američkih Indijanaca s jugoistoka današnjih SAD,  na južnoj obali Tallapoose u okrugu Montgomery, Alabama. Muklasa Indijanci govorili su jezikom porodice Muskhogean i možda srodnih plemenima Choctaw ili Alabama i Koasati. 
O njima se malo zna. Prema NAHDB-u 1700. ih je bilo tek 250; 150 (1800.) Na Floridu migriraju 1813., nešto prije svršetka rata između Sjedinjenih Država i Creeka. Gatschet ih spominje tek 1884. u vezi jednog njihovog 'grada' na području naroda Creek. Ipak kada je Swanton 1912./13. posjetio Creek Indijance u Oklahomi, o njima više ništa nije čuo. 
Muklase su se vjerojatno izgubili u moćnoj 'topionici' Creek Indijanaca, koji su progutali brojne manje indijanske grupe, pa i mnoštvo crnaca i bijelaca.  

## Vanjske poveznice
- Muklasa  Arhivirana inačica izvorne stranice od 9. travnja 2015. (Wayback Machine)